# Nahuel Moreno
Ne doit pas être confondu avec Manuel Moreno.
Hugo Miguel Bressano Capacete dit Nahuel Moreno, né le 24 avril 1924 à Rivadavia et mort le 25 janvier 1987 à Buenos Aires, est l'un des principaux dirigeants du trotskisme latino-américain, né en Argentine. Il consacre sa vie à participer aux luttes ouvrières et populaires ainsi qu'à impulser la construction de partis révolutionnaires pour le socialisme.

## Des années 1940 aux années 1970
Il commence son activité politique au sein du mouvement ouvrier argentin en 1943-44, rejoignant notamment le PORS, qui se dissout seulement 3 mois après qu'il y soit entré et la LOR, dont le dirigeant, Liborio Justo, l'exclut au bout de seulement 2 mois. Il est cependant à noter que c'est ce dernier qui trouva le pseudonyme de Bressano : Nahuel signifiant tigre en mapuche et Moreno, désignant sa couleur de cheveux.
À la suite de ces deux expériences brèves, il fonde le Groupe ouvrier marxiste (GOM), dont l'un des premiers défis fut d’avoir à définir une orientation face à la montée du péronisme et au développement de son influence parmi les travailleurs argentins.
En 1945, son petit groupe adopte une orientation - qui s'avérera déterminante pour l’avenir - lors de la grève des travailleurs du secteur de la viande - industrie primordiale en Argentine – ce qui lui permet de diriger la grève dans une des usines les plus grandes du pays (15 000 ouvriers).
Parallèlement, dès 1948, Bressano s’attache à participer à l’activité de la IVe Internationale, l'organisation mondiale fondée en 1938 par Léon Trotski. Ainsi, dès 1948, il vient en Europe afin de participer au IIe Congrès mondial de l’internationale.
Mais durant ces années, le mouvement trotskiste entre dans une longue période de crise et de ruptures (provoquées, en grande partie, par la pression politique et les persécutions brutales du stalinisme à l'encontre du mouvement trotskiste, comme l’illustre l'assassinat de Trotski lui-même en 1940). Moreno fait partie des opposants à l'orientation de la direction de l’Internationale d’alors, (Ernest Mandel, Pierre Frank, Michel Raptis-Pablo…) – relayée par Juan Posadas en Argentine.
La crise apparaît au grand jour en 1952 avec l’exclusion de la majorité du PCI français (dont Pierre Lambert). Moreno rompt alors avec la direction internationale aux côtés du SWP américain (le Parti socialiste des travailleurs) et de la section britannique. Il participe alors à la construction du SLATO (Secrétariat latino-américain trotskiste orthodoxe), et dirige sa revue, Estrategia.
En 1963, pourtant, Moreno et son courant, tout comme le SWP, participent à la réunification qui aboutit à la constitution du Secrétariat unifié de la IVe Internationale.
Au sein du mouvement trotskiste, Moreno donne progressivement forme à un courant caractérisé par son immersion dans les luttes ouvrières et paysannes du continent. En Argentine le parti qu'il dirige a successivement plusieurs noms (POR, PSRN, PO, PRT ou Partido Revolucionario de los Trabajadores (es), PRT-La Verdad, PST - interdit en 1976 par la dictature - Movimiento al Socialismo (Argentina) (es) et Liga Internacional de los Trabajadores - Cuarta Internacional - fondé en 1982).
Dans les années 1960, tout en étant au premier rang des partisans de la défense de la révolution cubaine, Moreno polémique en même temps systématiquement contre les conceptions « guérilléristes ». C'est aussi au cours de ces années, en 1961, qu'il accompagne directement l'expérience de syndicalisation paysanne et le processus d'occupation des terres que mène Hugo Blanco dans les vallées péruviennes de « La Convención » et « Lares ». Son groupe, Palabra Obrera (Parole ouvrière) fusionne en 1965 avec le FRIP de Mario Roberto Santucho (es), créant le PRT (Partido Revolucionario de los Trabajadores (es)), mais Moreno quitte ce dernier en 1968[réf. nécessaire].
La divergence entre Santucho et Moreno concerne l'opportunité de la lutte armée. Bien qu'en 1967, Moreno ait proposé au Secrétariat Unifié de la IVe Internationale de « créer les bras armés de l'OLAS » (l'Organización Latinoamericana de Solidaridad (es), fondée par le Parti communiste cubain), il ne considère pas que les circonstances soient adaptées pour lancer la lutte armée en Argentine. Fin 1967-début 1968, les deux dirigeants s'opposent, menant à la création de PRT-La Verdad par Moreno, et de PRT-El Combatiente par Santucho[réf. nécessaire].

## À partir des années 1970
Dans les années 1970, le PRT-La Verdad, puis le PST, se construisent en défendant des positions léninistes traditionnelles contre le guévarisme du PRT-ERP (orienté par Mario Roberto Santucho (es)), ou celui des Montoneros péronistes. Santucho démarre dès fin 1969 la lutte armée contre la dictature de Juan Carlos Onganía, avant que l'ERP ne constitue un foco dans la province de Tucuman, au nord du pays[réf. nécessaire].
Par ailleurs, Moreno s'oppose de plus en plus fréquemment aux positions d'Ernest Mandel et à la direction du Secrétariat unifié, alors fervents défenseurs de la « lutte armée ». En effet, il appuie dès 1972, au niveau national, le processus d'« institutionnalisation » enclenché par la junte militaire catholique nationaliste et propose la construction d'un « parti centriste de gauche légal », appelant à « refonder le Parti socialiste ». Avec Juan Carlos Coral (es), dissident du Parti socialiste argentin (PS-Secretaría Coral), il fonde ainsi le PST (Partido Socialista de los Trabajadores (es)). Ce dernier obtient 200 000 voix lors des élections de 1973, qui portent au pouvoir le candidat péroniste de gauche, Héctor José Cámpora.
Après le coup d'État de mars 1976, qui porte le général Videla au pouvoir et instaure la dictature la plus meurtrière de l'histoire argentine, Moreno, menacé par la Triple A, est contraint à l'exil, qui lui est conseillé par son parti. Sa position durant la dictature a été contestée par d'autres groupes de gauche : Moreno sous-estimait en effet la dureté des militaires, croyant que ceux-ci ne s'opposaient qu'aux guérilleros, ne menaçant ainsi pas ceux qui se cantonnaient à l'action politique (l'envergure et la réalité de la répression, qui a fait plus de 30 000 morts, touchant syndicalistes et familles, a largement démenti Moreno). Affirmant que les guérilleros eux-mêmes se considèrent comme des combattants et réclament le respect des conventions de Genève, il affirme qu'ils sont donc « indéfendables du point de vue politique et que notre parti ne réclame pas leur liberté en tant que tels » (c'est-à-dire en tant qu'ils sont des prisonniers de guerre).
Pourtant, le PST compte plus de 100 militants disparus (desaparecidos). En 1978, après s'être opposé au boycott de la Coupe du monde de football 1978, proposé par des groupes à l'étranger (Moreno dit alors que ces derniers « exagèrent » l'échelle de la répression), le PST finit par qualifier la situation de « contre-révolutionnaire ».
Moreno se détourne alors de l'Argentine, et, depuis son exil à Bogota, il lance en 1979 la formation de la Brigade Simon Bolivar, qui combat le dictateur Somoza au Nicaragua aux côtés du Front sandiniste de libération nationale. Cet épisode est controversé à gauche : si Moreno affirme que la Brigade a lutté héroïquement, d'autres considèrent qu'elle était sous-équipée et ne s'est quasiment pas battue, et qu'en outre Moreno demeurait trop dépendant de la ligne du Front sandiniste,,,. Après la victoire des sandinistes, ceux-ci expulsent la Brigade du Nicaragua. La tendance d'Ernest Mandel, regroupée dans le Secrétariat unifié, appuyant les sandinistes, cet épisode conduit à une rupture avec les morénistes, mettant fin aux tentatives de rapprochement entre ces deux tendances du mouvement trotskyste.
Après un bref rapprochement avec le courant trotskiste dirigé par Pierre Lambert, Moreno fonde en 1982 le MAS, héritier direct du PST officiellement dissout par la dictature en 1976, et il forme la LIT-QI (Ligue Internationale des Travailleurs - IV° Internationale), qui devient le courant le plus important du trotskisme latino-américain au cours des années 1980. En 1983, alors que la junte passe le pouvoir au civil Raúl Alfonsín à la suite de la défaite lors de la guerre des Malouines, Moreno parle de « révolution démocratique triomphante » et imminente au niveau mondial.

## Le MAS et le courant moréniste après la mort de Moreno
Il meurt en 1987, enterré au Cementerio de Chacarita (es), en présence d'un millier de personnes. Son parti ne lui survit pas : en 1988, la Fraction Internationaliste quitte le MAS, dénonçant une dérive "national-trotskiste", et fonde le Parti des travailleurs socialistes, qui rompt quelques années plus tard avec le morénisme. Des militants hostiles à cette rupture au sein du PTS fonderont le "Nouveau-MAS" au début des années 2000. En 1992, une frange importante du parti quitte à son tour le MAS pour former le Mouvement socialiste des travailleurs, qui éclatera en 2006 en deux organisations distinctes (dont l'une conserve jusqu'à aujourd'hui le nom "MST", tandis que l'autre est devenue la Gauche socialiste) qui revendiquent encore aujourd'hui l'héritage de Nahuel Moreno. Plusieurs dizaines d'autres organisations scissionnent du MAS les années qui suivent, si bien que le parti disparait complètement à la fin des années 1990.
Aujourd'hui, une trentaine d’organisations nées du MAS co-existent en Argentine, dont une partie revendique toujours l'héritage théorique de Nahuel Moreno. Cependant, trois seulement jouent un rôle significatif dans la vie politique argentine actuelle : le MST, l'IS et surtout le PTS. Depuis 2011, le PTS et l'IS sont membres, avec le PO (une autre organisation trotskiste argentine non originaire du MAS) du Front de gauche et des travailleurs, une coalition électorale trotskyste, qui dispose de 5 députés à la chambre des députés argentine (dont 4 sont militants du PTS) et plusieurs centaines d'élus locaux dans tout le pays. Depuis 2019, le MST en est également membre.
Au niveau international, le courant moréniste et la LIT-QI ont connu une fragmentation similaire à celle qu'a connu le MAS tout au long des années 1990. En France par exemple, plusieurs tendances du Nouveau Parti anticapitaliste (Socialisme ou Barbarie, rattaché au Nouveau-MAS ; le groupe La Commune, rattaché au MST) se revendiquent toujours du morénisme. En dehors du NPA, la Fraction trotskyste – Quatrième Internationale, fondée par le PTS, premier parti à avoir quitté le MAS, est représentée en France par Révolution Permanente.
A noter que la Ligue internationale des travailleurs - Quatrième Internationale, fondée en 1982 par Moreno, existe toujours, bien qu'elle ai perdu la grande majorité de ses sections et de ses membres. Elle s'est essentiellement refondée autour du Parti socialiste des travailleurs unifié brésilien, qui constitue sa seule section importante et dont sont issus plusieurs courants du PSOL, ainsi que le MRT, membre de la FT-QI.